# حزب الوفد
حزب الوفد، هو حزب سياسي ليبرالي قومي في مصر. كان يعتبر الحزب السياسي الأكثر شعبية وتأثيرًا في مصر لفترة من نهاية الحرب العالمية الأولى وحتى ثلاثينيات القرن العشرين. خلال هذا الوقت، كان له دور فعال في تطوير دستور عام 1923، ودعم نقل مصر من حكم الأسرة الحاكمة إلى الملكية الدستورية، حيث يتولى السلطة برلمان منتخب وطنيا. تم حل الحزب عام 1952، بعد الثورة المصرية عام 1952.
تأسس الحزب في مصر سنة 1918م، وأنشأ تنظيمًا شبه عسكري علني له عام 1936م يتكون من شباب الحزب تحت مسمى «جماعة القمصان الزرقاء» الذين أسسوا جريدة «الجهاد» الناطقة باسم الجماعة، وكان حزب الأغلبية قبل ثورة 23 يوليو المصرية، التي أنهت عهد الملكية، وحولت البلاد إلى النظام الجمهوري، ولم يعد الحزب إلى نشاطه السياسي إلا في عهد الرئيس أنور السادات، بعد سماحه للتعددية الحزبية، وقد اتخذ لنفسه اسم حزب الوفد الجديد سنة 1978م.

## التأسيس
خطرت لسعد زغلول فكرة تأليف الوفد المصري للدفاع عن قضية مصر سنة 1918م حيث دعا أصحابه إلى مسجد

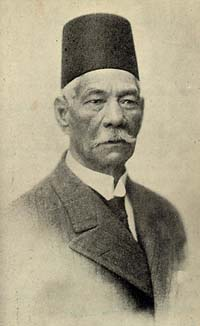
سعد زغلول

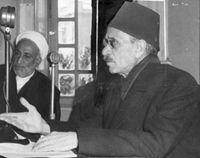
أحمد لطفي السيد الملقب بـ"أبو الليبرالية المصرية".

وصيف للتحدث فيما كان ينبغي عمله للبحث في المسألة المصرية بعد الهدنة (بعد الحرب العالمية الأولى).
تشكل الوفد المصري الذي ضم سعد زغلول وعبد العزيز فهمي وعلي شعراوي وأحمد لطفي السيد ومكرم عبيد واسماعيل باشا كوكب وآخرين.. وأطلقوا على أنفسهم (الوفد المصري).
وقد جمعوا توقيعات من أصحاب الشأن وذلك بقصد إثبات صفتهم التمثيلية وجاء في الصيغة: «نحن الموقعين على هذا قد أنبنا عنا حضرات: سعد زغلول و.. في أن يسعوا بالطرق السلمية المشروعة حيثما وجدوا للسعي سبيلاً في استقلال مصر تطبيقاً لمبادئ الحرية والعدل التي تنشر رايتها دولة بريطانيا العظمى».
اتفق سعد زغلول مع عبد العزيز فهمي بك وعلي شعراوي باشا، زميليه في الجمعية التشريعية، على أن يطلبوا من دار الحماية تحديد موعد لهم ليقابلوا السير ونجت، المندوب السامي البريطاني، للتحدث إليه في طلب السماح لهم بالسفر إلى لندن، لعرض مطالب البلاد على الحكومة الإنجليزية، وكان هذا الطلب بنصيحة من حسين رشدي باشا، رئيس الوزراء، فأجابت دار الحماية طلبهم بوساطة رشدي باشا أيضاً، وحددت لهم يوم الأربعاء 13 نوفمبر 1918 الساعة الحادية عشرة صباحاً موعداً للمقابلة، وقابل ثلاثتهم المندوب السامي، ودار بينهم حديث طويل وهناك محضر وضعه الوفد وثق لهذه المقابلة.
تحدث الزعماء الثلاثة في حديث مطوّل مع المعتمد البريطاني عن فكرة «الاستقلال»، وأنه آن لمصر أن تبحث عن مصيرها بعد أن وضعت الحرب العالمية الأولى أوزارها.
عقب هذا اللقاء، ولدت فكرة «الوفد المصري»، بعد أن ألمح «وينجت» إلى أن الأقطاب الثلاثة لا يمثلون الأمة المصرية، وأن الافكار التي طرحت خلال اللقاء لا تعدو كونها «نخبوية» لا تمثل جموع المصريين.
بعد ساعة واحدة من انتهاء اللقاء، وضع مؤسسو «الوفد المصري» قانون تأسيس هذه الهيئة الشعبية، وأجمعوا على اختيار سعد زغلول رئيسًا للوفد المصري واتبعوا القانون بصيغة التوكيل الأول له.
اُعتقل سعد زغلول ونفي إلى مالطا هو ومجموعة من رفاقه في 8 مارس 1919م فانفجرت ثورة 1919 م في مصر التي كانت من أقوى عوامل زعامة سعد زغلول والتمكين لحزب الوفد.
في عام 1924 انعقدت أول انتخابات تشريعية حقيقية في مصر، وكانت المنافسة في تلك الانتخابات بين الأحزاب الرئيسية الموجودة في ذلك الوقت وتتمثل في «الوفد»، و«الأحرار الدستوريين»، و«الحزب الوطني» حزب مصطفى كامل ومحمد فريد، وفاز وقتها «الوفد» بأغلبية البرلمان، مشكلا أول حكومة برلمانية في مصر، برئاسة سعد زغلول بصفته رئيس حزب الوفد، إلا أنه تقدم باستقالته بعد عدة أشهر، إثر محاولات الملك فؤاد والإنجليز لإفشاله.
وبقي حزب الوفد الذي هو حزب الأغلبية أو كما أطلق عليه الحزب الجماهيري الكبير يتولّى الوزارة معظم الوقت في مصر منذ عام 1924م وحتى عام 1952م.

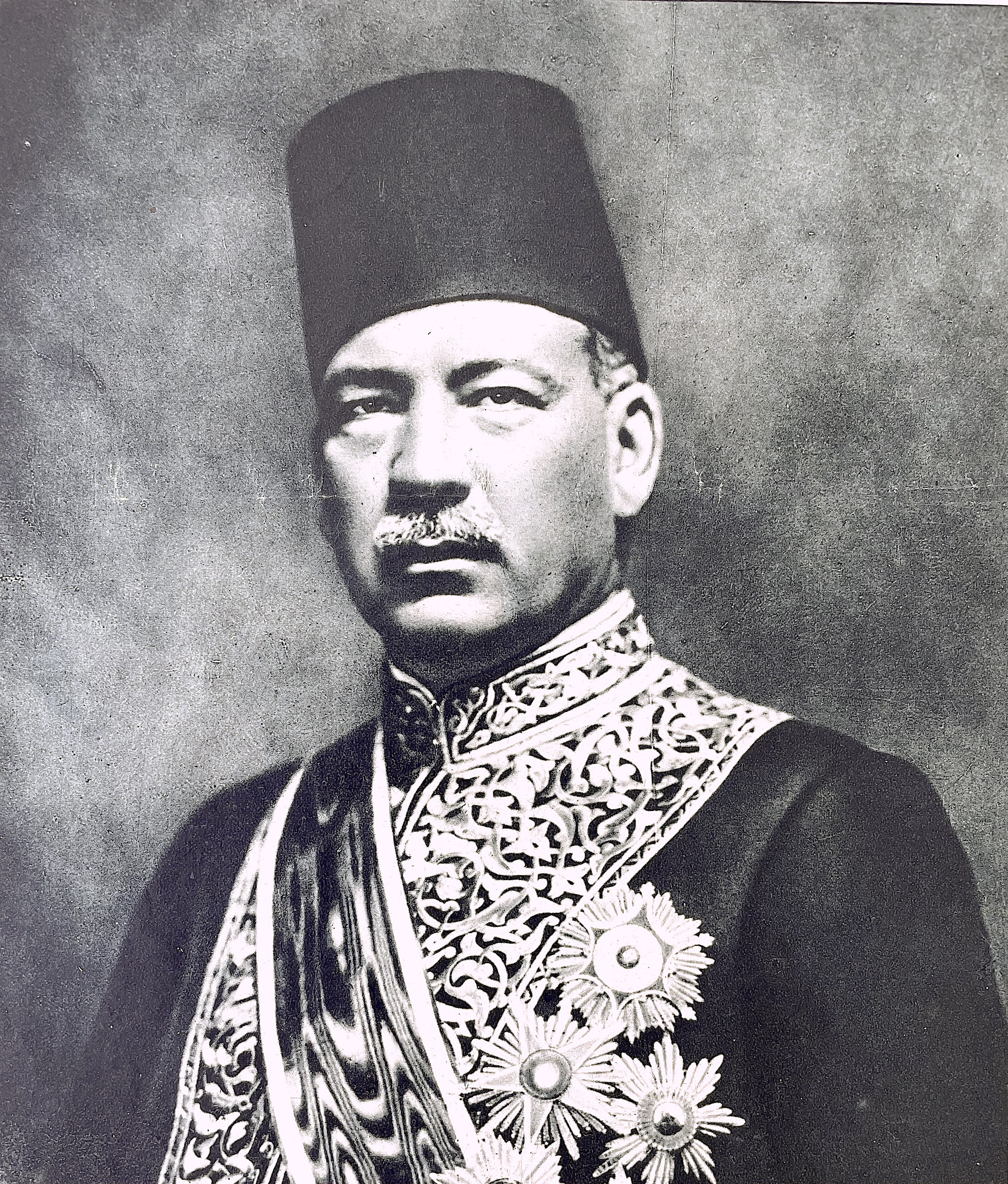
عبد الخالق ثروت.

## أبرز الوزراء
ومن شخصيات حزب الوفد الذين تولوا الوزارة:
- عبد الخالق ثروت
- مصطفى النحاس باشا الذي تولى مرات عديدة رئاسة الوزارة في مصر قبل ثورة 1952م.
- مكرم عبيد
- فؤاد سراج الدين: كان عضواً في حزب الوفد سنة 1946م، ثم سكرتيراً عامًّا للحزب سنة 1948م، اختير وزيراً بوزارات الزراعة والداخلية والشؤون الاجتماعية، ثم وزيراً للداخلية والمالية معاً سنة 1950م.. ثم رئيساً لحزب الوفد الجديد سنة 1978م.

## العقائد والأفكار
من مبادئ الوفد المعلنة السياسية والاجتماعية:
- تحقيق استقلال البلاد وحريتها وتحقيق الوحدة بين مصر والسودان.
- التمسك بميثاق الأمم المتحدة وجامعة الدول العربية.
- التمسك بعروبة فلسطين.
- العمل على رفاهية الشعب وترقيته عن طريق النظام الليبرالي.
- دعم النظام الدستوري الديمقراطي.

## انشقاقات حزب الوفد

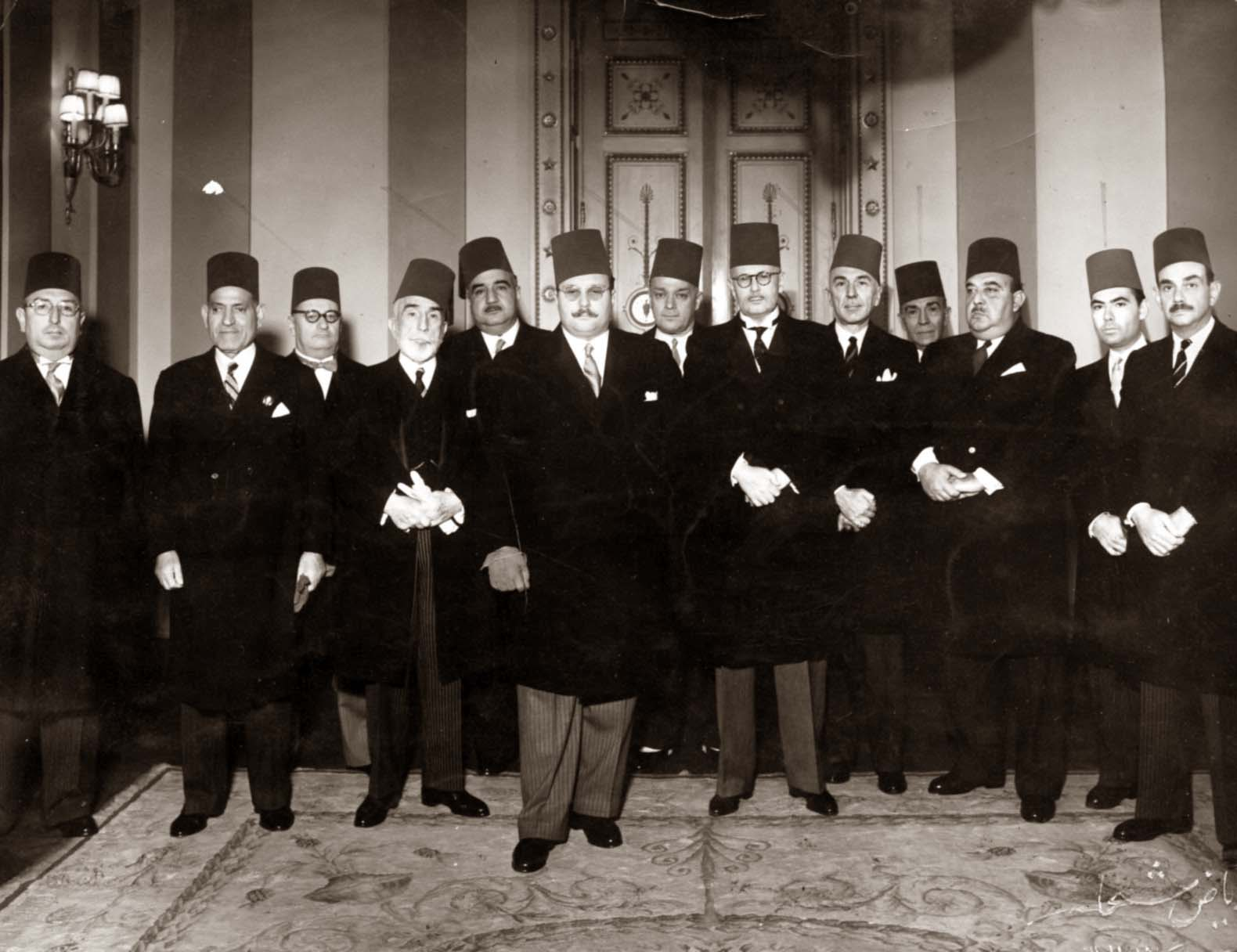
الملك فاروق مع التشكيل الوزاري الجديد وإلى جانبه الأمير محمد علي توفيق ومصطفى النحاس باشا.

كان الصراع محتدما بين مكرم باشا عبيد سكرتير الحزب من ناحية، وبين عضوي الحزب أحمد ماهر باشا، ومحمود فهمي النقراشي من ناحية أخرى بسبب معاهدة عام 1936 حيث آمن العضوين بضرورة دمج الأحزاب المصرية في كيان واحد أمام الإنجليز، بينما رفض مكرم عبيد هذا الطرح، كما انحاز إليه مصطفى باشا النحاس رئيس حزب الوفد في ذلك الوقت، وهو الأمر الذي أدّى في النهاية لإصدار قرار بفصل كلّ من أحمد ماهر، ومحمود فهمي النقراشي من الحزب في عام 1938، فأنشأ العضوان المفصولان كيانًا سياسيًا منفصلا عن حزب الوفد عرف باسم «حزب الهيئة السعدية» إلا أنه قائم على نفس مبادئ حزب الوفد كما سار عليها سعد زغلول.
وفي عام 1942، ضربت الخلافات أرجاء حزب الوفد مرة أخرى إثر خلاف مكرم باشا عبيد السكرتير العام للحزب، مع مصطفى باشا النحاس رئيس الحزب، والذي قام في النهاية بفصل مكرم عبيد من الحزب، فأسس مكرم عبيد كما فعل سابقيه كيانًا منشقًّا عن حزب الوفد عرف باسم «حزب الكتلة الوفدية»، وظلت الأحزاب الثلاثة تعمل حتى قرار حل الأحزاب في يناير من عام 1953، الذي أصدره مجلس قيادة الثورة عقب ثورة يوليو.

## اغتيال قيادات الوفديين

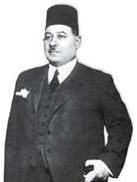
أحمد ماهر باشا

### أحمد ماهر
في 24 فبراير عام 1945 عقد البرلمان المصري جلسة لمناقشة إعلان دخول مصر الحرب العالمية الثانية إلى جانب الحلفاء، وانضمام مصر إلى منظمة الأمم المتحدة، وقد كان أحمد ماهر باشا يؤيد بشدة مشاركة مصر في الحرب العالمية الثانية لدعم الإنجليز، عقب الجلسة السرية للبرلمان، أطلق شاب يدعى محمود العيسوي النار على أحمد ماهر باشا أثناء مروره بالبهو الفرعوني بمبنى مجلس الشعب، فقُتل على الفور.

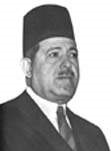
محمود فهمي النقراشي

### محمود فهمي النقراشي
لم يكد يمضي سوى ثلاث سنوات على اغتيال أحمد ماهر باشا، حتى لحق به زميله السابق في حزب الوفد وشريكه في تأسيس حزب الهيئة السعدية محمود فهمي باشا النقراشي والذي كان يشغل في ذلك الوقت منصب رئيس وزراء مصر، حدث ذلك في يوم 8 ديسمبر من عام 1948 حين أطلق شاب كان يتخفى في ثياب ضابط شرطة، وينتمي للتنظيم الخاص لجماعة الإخوان المسلمين، ويدعى عبدالمجيد أحمد حسن ثلاث رصاصات على النقراشي أصابته في الظهر، وأدت لقتله
علي يد النظام الخاص ردًا على قراره بحل جماعة الإخوان المسلمين ومصادرة أموالها وممتلكاتها وإعتقال أعضائها.

### مصطفى النحاس

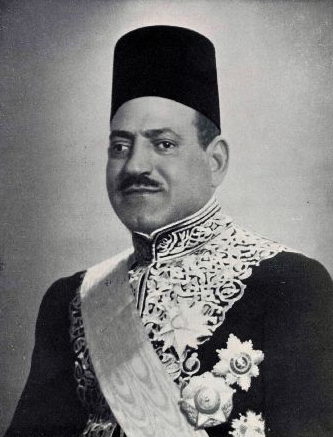
مصطفى النحاس

تعرض النحاس باشا رئيس حزب الوفد أثناء رئاسته لوزراء مصر لسبع محاولات اغتيال على يد خصومه نجا منها جميعا، كان أشهرها محاولة تنظيم الحرس الحديدي الذي أسسه الملك فاروق من بعض ضباط الجيش حين قاموا في عام 1945 بوضع سيارة مفخخة أمام منزل النحاس باشا في جارن سيتي، إلا أن السيارة انفجرت دون أن تصيب النحاس بأذى.

## جماعة القمصان الزرقاء
أنشأ حزب الوفد تنظيمًا شبه عسكريًا علنيا له عام 1936 يتكون من شباب الحزب تحت مسمى «جماعة القمصان الزرقاء» وقد أسسوا جريدة «الجهاد» الناطقة باسم الجماعة، وقد سعى كل من القصر، والإنجليز لإقناع حزب الوفد الذي كان يرأسه مصطفى النحاس بضرورة حل تنظيم القمصان الزرق الذي نظّم العديد من الاحتجاجات والتظاهرات في الشارع المصري حين إذ، ورفض النحاس ذلك، إلا أنه في عام 1937، وبعد قيام أعضاء التنظيم بمهاجمة فيلا محمد محمود باشا رئيس الوزراء والاصطدام بالحرس الخاص به، صدر مرسوم يمنع تشكيل التنظيمات شبه العسكرية في مصر.

## رؤساء حزب الوفد
- سعد زعلول (من عام 1919، وحتى وفاته عام 1927)

- مصطفى النحاس (من عام 1927 – وحتى حل الحزب في عام 1953)

## انتخابات مجلس النواب
| انتخاب                             | قائد الحزب   | مقاعد     | +/–   | موضع  |
| ---------------------------------- | ------------ | --------- | ----- | ----- |
| الانتخابات البرلمانية المصرية 1924 | سعد زغلول    | 188 / 215 | ▲ 188 | ▲ 1st |
| الانتخابات البرلمانية المصرية 1925 | سعد زغلول    | 86 / 215  | ▼ 102 | 1st   |
| الانتخابات البرلمانية المصرية 1926 | سعد زغلول    | 150 / 215 | ▲ 64  | 1st   |
| الانتخابات البرلمانية المصرية 1929 | مصطفى النحاس | 198 / 236 | ▲ 48  | 1st   |
| الانتخابات البرلمانية المصرية 1936 | مصطفى النحاس | 169 / 232 | ▼ 29  | 1st   |
| الانتخابات البرلمانية المصرية 1942 | مصطفى النحاس | 240 / 264 | ▲ 71  | 1st   |
| الانتخابات البرلمانية المصرية 1945 | مصطفى النحاس | 29 / 264  | ▼ 211 | ▼ 3rd |
| الانتخابات البرلمانية المصرية 1950 | مصطفى النحاس | 225 / 319 | ▲ 196 | ▲ 1st |

## مواضيع متعلقة
- حزب الوفد الجديد
- سعد زغلول
- ثورة 1919
- بيت الأمة